# 3.er Regimiento de Reemplazo de Infantería
El 3.er Regimiento de Reemplazo de Infantería (3. Infanterie-Ersatz-Regiment), fue una Regimiento de Infantería del Ejército alemán (Heer) durante la Segunda Guerra Mundial.

## Historia
Formado el 26 de agosto de 1939 en Fráncfort del Óder, del III Distrito Militar. El regimiento forma al personal de las tropas de reserva de la 3.ª División de Infantería. En 1939 estaban adheridos los siguientes batallones, el 8.º Batallón de Reemplazo de Infantería, 29.º Batallón de Reemplazo de Infantería y el 50.º Batallón de Reemplazo de Infantería. El regimiento fue inicialmente bajo el comandante de la III unidades de reserva. Las otras unidades se encontraban bajo el mando de la División N.º 143 en diciembre de 1939. El 8 de enero de 1940 es reformado. El 27 de octubre de 1940 es renombrado como el 3.er Regimiento de Reemplazo de Infantería (Motorizado)